# Suore della misericordia di Saint John's
Le Suore della Misericordia (in inglese Sisters of Mercy of Saint John's; sigla R.S.M.) sono un istituto religioso femminile di diritto pontificio.

## Storia
Le origini dell'istituto si ricollegano a quelle della suore della misericordia fondate nel 1831 a Dublino da Catherine McAuley.
Il convento di Saint John's fu aperto nel 1843 da un gruppo di suore della misericordia, provenienti da Dublino e guidato da Mary Francis Creedon, su invito del francescano Michael Fleming, vescovo di Saint John's di Terranova.
Dopo la prima scuola, le suore aprirono l'orfanotrofio di St. Michael e la St. Bride's Academy di Littledale, un istituto per la formazione degli insegnanti, poi affiliata alla Memorial University.
Il 25 novembre 1915 i vescovi di Saint John's e di Harbour Grace riunirono le case di suore della misericordia di Terranova in un'unica congregazione centralizzata.

## Attività e diffusione
Le suore si dedicano a opere in campo educativo, assistenziale e sociale.
Oltre che in Canada, sono presenti in Perù; la sede generalizia è a Saint John's.
Alla fine del 2015 l'istituto contava 98 religiose in 32 case.